# Hycleus rungsi
Hycleus rungsi là một loài bọ cánh cứng trong họ Meloidae. Loài này được Peyerimhoff miêu tả khoa học năm 1935.